# Шазёй
Шазёй (фр. Chazeuil) — коммуна во Франции, находится в регионе Бургундия. Департамент коммуны — Кот-д’Ор. Входит в состав кантона Селонже. Округ коммуны — Дижон.
Код INSEE коммуны — 21163.

## Население
Население коммуны на 2010 год составляло 221 человек.
| 1962 | 1968 | 1975 | 1982 | 1990 | 1999 | 2010 |
| ---- | ---- | ---- | ---- | ---- | ---- | ---- |
| 230  | 197  | 168  | 169  | 188  | 199  | 221  |

## Экономика
В 2010 году среди 142 человек трудоспособного возраста (15—64 лет) 107 были экономически активными, 35 — неактивными (показатель активности — 75,4 %, в 1999 году было 70,0 %). Из 107 активных жителей работали 97 человек (52 мужчины и 45 женщин), безработных было 10 (3 мужчин и 7 женщин). Среди 35 неактивных 12 человек были учениками или студентами, 19 — пенсионерами, 4 были неактивными по другим причинам.